# あいすません
あいすません(Aisumasen (I'm Sorry))は、1973年に発表されたジョン・レノンの個人名義第3弾アルバム『マインド・ゲームス』に収録された曲で、ビートルズ時代を含めジョンの公式発表曲で唯一日本語が登場する曲である（日本人姓名を除く）。
ジョンは、オノ・ヨーコと交際するようになって以降、日本の文化に接する努力を重ね、片言ながら日本語を覚えていった。この曲は、ジョンの努力が結実した曲である。しかしこの曲は、通称「失われた週末」を暗示する内容で、この当時ジョンはアメリカ合衆国永住を熱望しながらリチャード・ニクソン政権の徹底妨害により情緒不安定になり、暴力でヨーコに当り散らしては詫びるという日々を送っていた。
- 「あいす（み）ません、あいす（み）ません、洋子（さん）。」

努力が結実して生まれた曲は、ヨーコへの謝罪を綴った曲であった。この曲が収録されたアルバムが発売された頃には、「失われた週末」はスタートしていた。
ヨーコは、夫ジョンのアルバムの日本での発売元東芝音楽工業が東芝EMIと社名変更してからショーン・レノンを出産するまで全編日本語での曲を日本向けに発表したり（「女性上位バンザイ」、「夢を持とう」）して日本でのロックンロールの普及に心血を注いでいた。
2005年発売のリマスター版には、家庭で録音されたバージョンがボーナストラックとして収録されている。